# Морачевский, Вячеслав Григорьевич
Морачевский Вячеслав Григорьевич (22 января [3 февраля] 1877, Киев — 12 июля 1926, Москва) — российский и советский педагог.

## Биография
Родился 22 января (3 февраля) 1877 года в Киеве.
В 1899 году окончил киевскую гимназию и Императорский университет Святого Владимира в Киеве, женился.
Переехал в город Либава, где преподавал физику и математику в Либавском коммерческом училище.
В 1903 году переехал с семьёй в город Екатеринослав, где работал преподавателем в Екатеринославском коммерческом училище. В 1904—1905 годах участвовал в Русско-японской войне, мобилизован в Козловский 123-й пехотный полк в звании прапорщика. После войны снова работал преподавателем в Екатеринославском коммерческом училище.
В 1908 году по приглашению переехал с семьёй в местечко Кривой Рог, где получил должность директора в Криворожском восьмиклассном коммерческом училище. В училище внедрил систему А. С. Синявского. Стал лидером местной ячейки партии монархистов.
В мае 1917 года избран депутатом Криворожского совета рабочих, солдатских и крестьянских депутатов, глава исполкома.
1 мая 1920 года как прапорщик взят на учёт по мобилизации в Красную армию.
В 1922 году с семьёй переехал к родственникам жены в Москву, где работал директором школы и преподавателем на рабочем факультете имени Артёма при Московском институте народного хозяйства.
Умер 12 июля 1926 года в Москве от чахотки, похоронен на Ваганьковском кладбище.

## Семья
- Отец, Морачевский Григорий Михайлович — преподаватель Ольгинской женской гимназии (Киев), профессор русской литературы, статский советник;
- Мать, Морачевская (Покровская) Александра Григорьевна — из купеческого рода;
- Супруга — Лошкарёва Лариса Петровна:
  - Сын Борис (род. 1899). Учился в Криворожском коммерческом училище, в Гражданскую войну в Белом движении, эмигрировал, всю жизнь прожил за границей;
  - Дочь Ольга (род. 1900) — советская шахматистка;
  - Дочь Алла (род. 15 августа 1902) — советская учёная-химик;
  - Дочь Елена (род. 26 июня 1904) — советская учёная-физиолог;
  - Сын Владимир (род. 7 марта 1906). Работал учителем физкультуры в Москве, погиб солдатом Красной армии в 1943 году под Курском.

## Награды
- Почётный гражданин Херсонской губернии[7].